# Bjorn Fratangelo
Bjorn Fratangelo (Pittsburg, 19 de julho de 1993) é um tenista profissional americano.

## ITF Finais

### Simples (9)
| Legenda               |
| --------------------- |
| ATP Challengers (1-1) |
| ITF Futures (8–5)     |

| Resultado | N.  | Data              | Torneio               | Piso     | Oponente         | Placar             |
| --------- | --- | ----------------- | --------------------- | -------- | ---------------- | ------------------ |
| Vice      | 1.  | 4 Julho 2011      | Pittsburgh, EUA       | Saibro   | Brian Baker      | 5–7 3–6            |
| Vice      | 2.  | 14 Maio 2012      | Tampa, EUA            | Saibro   | Tennys Sandgren  | 1–6, 3–6           |
| Campeão   | 3.  | 21 Janeiro 2013   | Weston, EUA           | Saibro   | Arthur De Greef  | 6–4, 3–6, 6–0      |
| Vice      | 4.  | 28 Janeiro 2013   | Palm Coast, EUA       | Saibro   | Arthur De Greef  | 2–6, 3–6           |
| Vice      | 5.  | 25 Fevereiro 2013 | Harlingen, EUA        | Duro     | Jiří Veselý      | 7–5, 6–7(4–7), 3–6 |
| Campeão   | 6.  | 6 Maio 2013       | Orange Park, EUA      | Saibro   | Gerald Melzer    | 7–5, 6–3           |
| Campeão   | 7.  | 10 Junho 2013     | Amstelveen, Holanda   | Saibro   | Thiago Monteiro  | 3–6, 6–4, 6–3      |
| Winner    | 8.  | 12 May 2014       | Tampa, USA            | Clay     | Christian Garin  | 6–2, 6–3           |
| Campeão   | 9.  | 7 Julho 2014      | Sassuolo, Itália      | Saibro   | Alberto Brizzi   | 6–4, 2–0 Ret.      |
| Campeão   | 10. | 28 Julho 2014     | Decatur, EUA          | Duro     | Liam Broady      | 6–4, 6–0           |
| Vice      | 11. | 11 Agosto 2014    | Calgary, Canadá       | Saibro   | Daniel Nguyen    | 6–7(7–9), 7–5, 4–6 |
| Campeão   | 12. | 1 Setembro 2014   | Toronto, Canadá       | Duro (i) | Mitchell Krueger | 6–2, 6–3           |
| Campeão   | 13. | 8 Setembro 2014   | Toronto, Canadá       | Duro     | Eric Quigley     | 6–4, 6–2           |
| Campeão   | 14. | 9 Fevereiro 2015  | Launceston, Austrália | Duro     | Chung Hyeon      | 4–6, 6–2, 7–5      |
| Vice      | 15. | 14 Junho 2015     | Caltanisetta, Itália  | Saibro   | Elias Ymer       | 3–6, 2–6           |